# Mulyasari (Losari)
Mulyasari is een bestuurslaag in het regentschap Cirebon van de provincie West-Java, Indonesië. Mulyasari telt 5166 inwoners (volkstelling 2010).